# ناویا اوزاتو
ناویا اوزاتو (انگلیسی: Naoya Uozato؛ زادهٔ ۳ اوت ۱۹۹۵) بازیکن فوتبال اهل ژاپن است.
از باشگاه‌هایی که در آن بازی کرده‌است می‌توان به باشگاه فوتبال سرزو اوساکا اشاره کرد.